# Henri Vincenot
Henri Vincenot (Digione, 2 gennaio 1912 – Digione, 21 novembre 1985) è stato un pittore, scrittore, scultore e poeta francese.

## Biografia
Nato a Digione, nel distretto ferroviario "n°8 rue des Perrières" vicino alla stazione, Henri Vincenot trascorre la sua infanzia in una famiglia d'impiegati delle ferrovie. Suo padre lavora infatti come architetto presso il Voie, negli uffici del PLM (linea da Parigi-Lione a Marsiglia) nella stazione di Digione; suo nonno paterno invece, in qualità di primo fabbro a Châteauneuf, viene assunto come meccanico delle locomotive a vapore nel deposito di Digione . Grazie dunque alle sue radici, conosce lo spirito di compagnia.

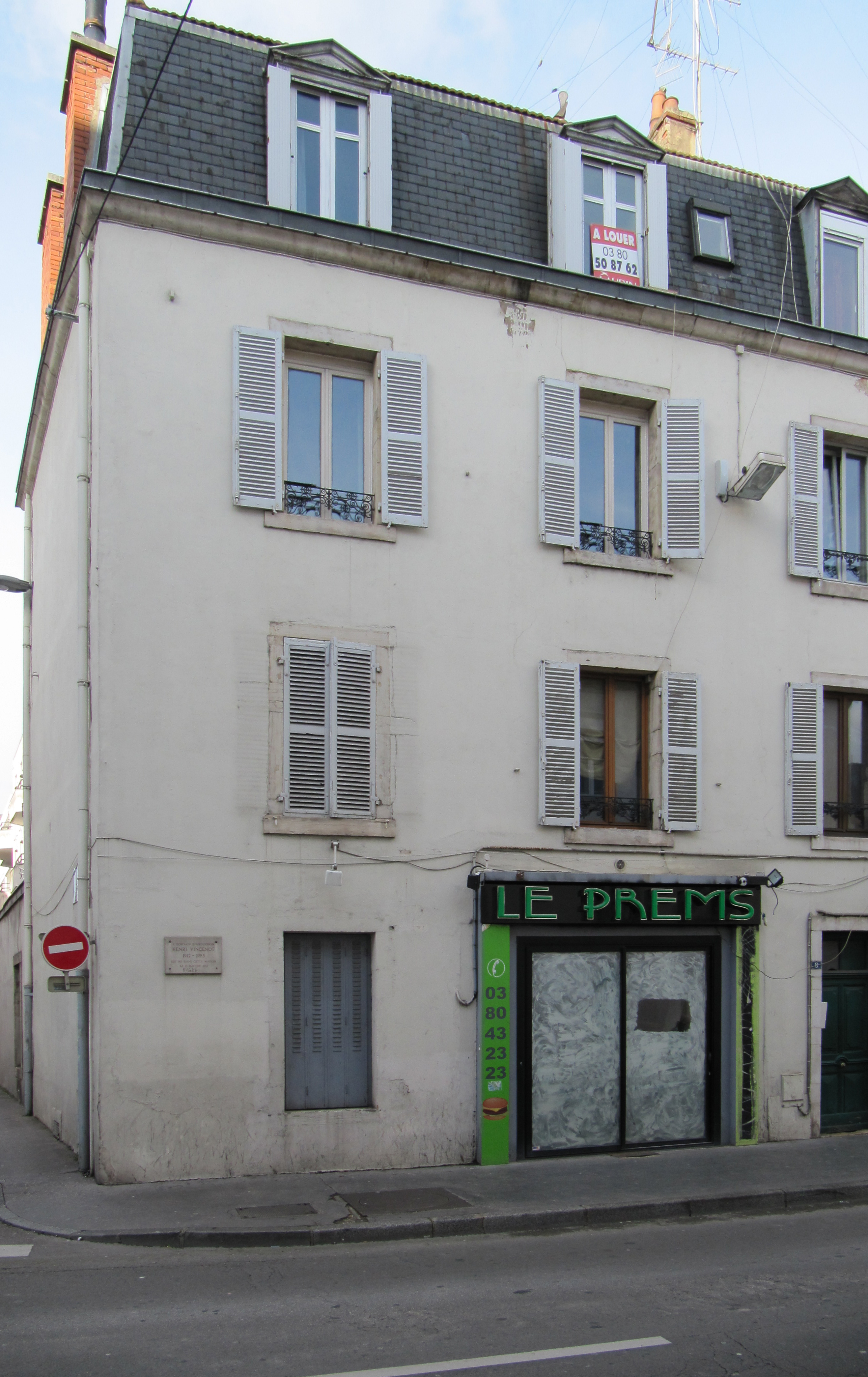
Casa natale di Henri Vincenot.

Trascorre l'infanzia e le vacanze adolescenziali con i nonni materni nel comune francese di Commarin. Lì, suo nonno Joseph (Tremblot de La Billebaude, bestseller degli anni '70 e '80) lo istruisce alla vita della natura, fauna, flora, apicoltura e caccia (tutti temi centrali dei suoi romanzi). Nel corso di una battuta di caccia ai cinghiali, il giovane Vincenot (17 anni) si perde nella foresta e scopre un piccolo borgo in rovina: davanti a esso promette che un giorno lo riporterà in vita, per potervi trascorrere il resto dei suoi giorni. Si tratta di un posto chiamato Peurrie (o Pourrie, o rivolta di Peût: piccolo ruscello, in dialetto).
Con la compagnia della moglie e dei figli, manterrà la sua promessa e parlerà in futuro di quest’avventura come "la follia della [sua] vita fino alla [sua] morte". Comprerà il terreno di questo borgo e dedicherà tutte le sue vacanze con la famiglia a rimetterlo in sesto .
Dopo aver concluso i suoi studi secondari al Lycée Saint-Joseph, entra a far parte dell'ESC di Digione, dove incontra Andrée Baroin che diventerà sua moglie. Allo stesso tempo, studia pianoforte, frequenta le Belle Arti (scultura, disegno, pittura) e il Conservatorio (Teatro). Viene accettato per l'esame di ammissione a HEC, a Parigi nel 1931. Dopo la laurea, Henri parte per il Marocco per svolgere il suo servizio militare, durante il quale viene ferito durante un'imboscata nell'Alto Atlante che lo costringe alla convalescenza a Salé, luogo in cui produrrà molti schizzi e acquerelli.
Al suo ritorno in Francia, entra nel PLM come ingegnere a Louhans e Saint-Jean-de-Losne; tuttavia, il lavoro da burocrate non fa per lui. Produce quindi un reportage sul trasporto e la spedizione dei polli di Bresse, inviandolo al giornale ferroviario parigino di Notre Professione, segnando la sua entrata nel mondo del giornalismo.
Nel 1936, sposa Andrée Baroin (personaggio ricorrente anche in diversi romanzi con vari nomi simbolici). Nel 1944 viene arrestato dalla Gestapo di Digione. Ferito, fugge dal suo quartier generale e trova rifugio nei boschi del monte Borgogna. La Liberazione interviene: in extremis, Vincenot viene salvato.
Riunito con la moglie, la coppia ha quattro figli: Jean-Pierre, Marie-Claudine, François e Denis.
A causa della sordità di Henri la famiglia è costretta a stabilirsi a Parigi per la rieducazione in un istituto specializzato. Rimangono lì per venticinque anni, durante i quali Henri si occupa di giornalismo come reporter, montatore e illustratore per La vie du rail, organizza le sue opere teatrali e realizza diverse mostre di pittura mentre scrive. È anche appassionato di rugby: gioca con il figlio, il genero e un amico: Haroun Tazieff.

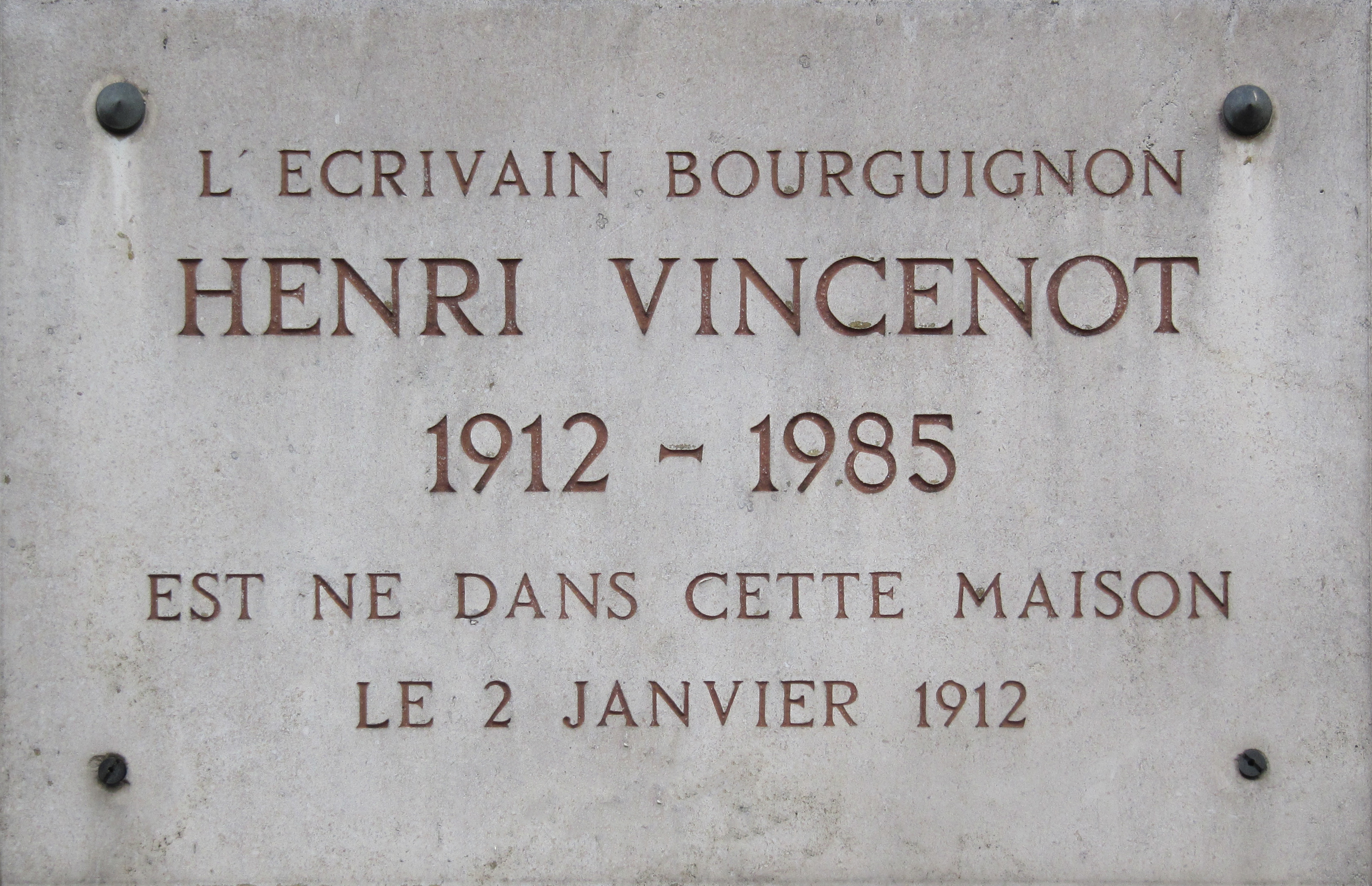
Placca commemorativa nella sua casa natale.

Nel 1951, dopo aver ricevuto il Prix du Théâtre Universitaire et Amateur, assegnato al suo spettacolo Ceux du vendredi, le edizioni Denoël gli offrono un contratto per sette romanzi: il primo, Je fus un saint, viene pubblicato nel 1952.
Nel 1967 viene prodotta da Henri Spade per l'emittente ORTF la serie televisiva in bianco e nero di 26 episodi dalla durata di 13 minuti ciascuno, La Princesse du rail. La serie è un adattamento del romanzo Les chevaliers du chaudron. Alla fine dell'ultimo episodio, Henri Vincenot appare sullo schermo e si presenta come "La vie du Rail".
Durante il periodo della pensione, Vincenot si trasferisce a Commarin (Côte-d'Or), dove scrive le sue opere più famose. Continua a dipingere, disegnare e scolpire, mentre si occupa di giardinaggio, si prende cura del suo gregge di pecore. Il borgo in cui risiede durante questi anni, definito la sua Grande Opera, è il simbolo del ritorno nella terra dei suoi antenati, lontano dalla turbolenza della vita come campo di concentramento nelle città, un deserto in cui vivere è bello e semplice. Tale luogo, viene rivelato al grande pubblico per la prima volta nel 1976 da Bernard Pivot nel programma Apostrophes.
Nel 1979 viene realizzata la miniserie televisiva in tre puntate Le Pape des Escargots, diretta da Jean Kerchbron. La miniserie è adattato del romanzo con lo stesso titolo di Henri Vincenot.
Nel gennaio 1984 sua moglie Andrée viene a mancare. Henri muore invece un anno dopo, nel 1985 a causa di un cancro della pleura. Viene sepolto nel suo borgo sotto una croce celtica accanto a sua moglie e a suo figlio François.

## Eventi postumi
Nel 2006 è uscito il cortometraggio diretto da François Breniaux, Lune de Miel, adattamento dell'ultimo romanzo di Henri Vincenot, Le Maître des abeilles.

## Ideologia artistica
Il lavoro di Henri Vincenot è profondamente segnato dal suo attaccamento alla regione della Borgogna. Particolare attenzione viene data alle antiche pratiche pagane celtiche, dimostrando fino a che punto sono integrate nella cultura popolare cattolica. I suoi personaggi, spesso aggressivi, parlano in una lingua fortemente intrisa dal dialetto della Borgogna, che, secondo Vincenot, deriva direttamente dal celtico.
Un'altra parte del suo lavoro, non meno importante, è dedicata alle ferrovie, che costituiscono il suo universo familiare, quello in cui è cresciuto a Digione.
Ha inoltre scritto diverse opere teatrali, tra cui Ceux du vendredi, che ha ottenuto, nel 1951, il premio "Théâtre Universitaire et Amateur", il quale gli apre le porte nel mondo del teatro grazie a Robert Kanters.
Si è dedicato anche alla poesia, con la pubblicazione di un libro di poesie intitolato: Psaumes à Notre-Dame, en faveur de notre fils Jean-Pierre.
Henri Vincenot ha inoltre scritto l'introduzione per il libro di poesie Mon Refuge, dell'artista Alain Longet, amico di Vincenot e famoso per le sue sculture e i suoi premi per lo spettacolo.

## Opere letterarie
- Je fus un saint, 1953
- Walther, ce boche mon ami, 1954
- La Pie saoûle, 1956
- Les Chevaliers du chaudron, 1958
- Les yeux en face des trous, 1959
- À rebrousse-poil, 1962
- Pierre, le chef de gare, Nathan, 1967.
- La Princesse du rail, Denoël, 1969
- Les Voyages du professeur Lorgnon, N.M, 1967
  - ristampato in 2 vol. nel 1983 a Denoël
- Robert le boulanger, Nathan, 1971.
- Le Pape des escargots, 1972
- Le Sang de l'Atlas, Denoël, 1975.
- La Vie quotidienne dans le chemins de fer au XIX siècle, Hachette, 1975
- La Vie quotidienne des payasans bourguignons au temps de Lamartine, Hachette, 1976
  - ristampato nel 2000 con il titolo Hommes et Terres de Bourgogne .
- Locographie, 1976
- La Billebaude, Denoël, 1978
- Psaumes à Notre-Dame en faveur de notre fils, Denoël, 1979
- Famille Vincenot: La Cuisine de Bourgogne
- Terres de mémoire, livre d'entretiens, Delarge, 1979
- L'Âge du chemin de fer, Denoël, 1980
- Mémoires d'un enfant du rail,  Hachette, 1980
  - ristampato come Rempart de la Miséricorde, Anne Carrière
- Les étoiles de Compostelle, Denoël, 1982
- Les Canaux de Bourgogne, 1982
- L'Œuvre de chair, 1984
- Le Maître des abeilles: Chronique de Montfranc-le-Haut ont également consulté, Denoël, 1987
- Le Livre de raison di Glaude Bourguignon, Armançon-Denoël, 1987, 1989
- Récits des friches et des bois, Anne Carrière, 1997
- Du côté des Bordes, Anne Carrière, 1998
- Nouvelles ironiques, Anne Carrière, 1999
- Toute la Terre est au Seigneur, Anne Carrière, 2000
- Les Livres de la Bourgogne, Omnibus, 2000, 2012
- Le Peintre du bonheur,, Anne Carrière, 2001
- Les Livres du rail, Omnibus, 2003
- Prélude à l'aventure, Anne Carrière, 2012

## Teatro
- 1952: Ceux du vendredi, Coppa Léo-Lagrange, primo premio al concorso nazionale per università e teatro amatoriale. Trasmesso l'8 maggio 1953 dalla radio francese.
- 1953: La Main enchantée, farsa andata in scena una sola volta dai Compagnons de Tivoli nella sala delle esibizioni della stazione di Austerlitz.
- 1955: Par l'étoile et par le feu, pezzo presentato dalla troupe Cheminote les Compagnons de Tivoli nel 1957/58, ma mai pubblicato.
- 1927: Le Curé de Chavans. Romanzo.
- 1927-1934: Carnets intimes, vol. 1-3.
- 1929: La Vie amoureuse d'un enfant pauvre. Romanzo.
- 1930: Ahmed . Romanzo.
- 1930: L'Or du Hoddar. Romanzo.
- 1934: Psychanalyse du patriotisme destinée à mes enfants. Studio incompiuto
- 1934-1947: Notre vie. Dairi personali, A, B, C.
- 1935: Eugénie et ses parents. Romanzo.
- 1936-1940: Cabrioles secrètes. Poesie.
- Intorno al 1940: Les Pharisiens. Teatro.
- 1941: Les Vaches. Romanzo.
- V. 1944: Sinistré total. Romanzo.
- V. 1944: Chatrer le début. Racconto. Ripresa nel 1948 e nel 1950.
- 1945: Les Coups de Dieu. Teatro.
- 1950: L'équipe, ou la folie de ma vie jusqu'à ma mort. Racconto.
- 1950: Escales pour un cadavre. Romanzo.
- 1950: Je fus un infâme. Romanzo incompiuto.
- 1950-1985: Idées sur tout. Pensieri.
- 1957: Par l'étoile et par le feu.
- 1959-1969: Graffitis. Poesie.
- anni 1970-1980: Psaumes de la quête dei foi. Poesie.
- 1984: Répons de l'étoile du matin. Poesia.

## Opere artistiche

### Dipinti e disegni
- 1931-1932: Carnet de route, schizzo a matita e inchiostro di china.
- 1932: La rigole près de Commarin. 42X28 cm. Olio su compensato.
- 1932: La vallée du Bou-Régreg-Salé. 42X28 cm. Olio su compensato.
- 1932: Place d'Anvers et l'Accueil des étudiants. Acquerello.
- 1941: Baliveaux après la coupe.
- 1941: Le campement.
- 1941: Le bras vif.
- 1941: Henri sculptant devant ses enfants. Matita colorata.
- 1945: La rue basse. Commarin. 55X45 cm.
- 1947: Fresques de Santenay. Nove tele di 2,70X 4,30 cm.
- 1948: Parigi, Le Val-de-Grâce. 46X38 cm. Olio su compensato.
- 1948: Parigi, Gare de Lyon. 50X42 cm.
- 1950: Quai de Paris.
- 1950: Parigi, Quai d'Anjou. 50X42 cm.
- 1952: Parigi, Le quai Henri IV. 65x54. Olio su tela.
- 1952: Crucifixion. 99X129. Olio su tela
- 1954: Parigi, Le noyé. 56x 47 cm.
- 1955: Echannay en automne. 74X61 cm. Olio su tela.
- 1956: Parigi, Pont de Charenton. 66X55 cm. Olio su tela
- 1959: Une combe rêvée. Acquerello.
- 1972: Maroc, Juif du Drâa. 28X38 cm. Carta.
- 1972: Maroc, Sidi Ahmed. 35X29 cm. Carta.
- 1975: Le canal de Borgogne. 55X46 cm. Olio su tela.
- 1976: Paysage d'Auxois. 66X55 cm.
- 1978: L'Hiver en Bourgogne.
- 1978: edizione illustrata del Pape des Escargots.
- 1978: Retour de la chasse. 50 ex.
- 1978: la Vallée des Fermes au printemps. 74X61 cm. Olio su tela.
- 1981: La Bussière-sur-Ouche. 48X34 cm. Carta.
- 1981: strada. Carta.
- 1981: Dijon vu par Henri Vincenot. Catalogo della mostra.
- 1981: Dijon, rue des Forges et Notre-Dame, disegno a penna e inchiostro indiano.
- 1981: Dijon, place du Théâtre. 65x60 cm. Olio su tela.
- 1981: Dijon, place du Théâtre e rue de la Liberté. 62X47 cm. Olio su tela.
- 1981: Affiche de la 37ème édition de Saint-Vincent tournante à Pommard (stampa eseguita sulle macchine da stampa di Jean Dupin a Beaune, secondo un disegno originale).
- 1983: Neige dans les monts de l'Arrière-Côte. Le chemin de Saint-Jean-de-Bœuf.
- 1984: Le Réservoir (olio su tela).

### Sculture
Le seguenti sculture sono attualmente esposte al Musée de la Vie bourguignonne - Perrin de Puycousin.
- 1934-1935: La Mise au Tombeau. Sei figure, tiglio.
- 1938-1940: La Crèche. Dodici personaggi, corteccia di pioppo, policromi.
- Crucifixion. Quattordici personaggi.
- Petite Vierge couronnée.
- Saint Vincent aves ses outils, tiglio.
- Saint Vincent avec serpette.
- Saint Vincent avec corsse.
- Prophète tenant un livre. Policroma.
- Prophète tenant un pain. Policroma.
- Prophète . Policroma.
- Vergine incoronata con libro, abete, policromo.

## Esposizioni
- Henri Vincenot: Disegni - dipinti, 20 settembre  - 19 ottobre 1997, Palazzo Ducale - Centro culturale Jean Jaurès; Prefazione di Jean-Louis Balleret e Claudine Vincenot - Nevers: Città di Nevers, Biblioteca comunale di Nevers, 1997.
- Vincenot, 1912-1985, retrospettiva, al Museo della vita borgognona - Perrin-de-Puycousin, al Museo di Arte Sacra, alla Biblioteca Comunale di Digione, dal 23 giugno 2012 al 24 settembre 2012.

## Filmografia

### Soggettista
- La Princesse du rail - serie TV (1967)
- Le Pape des Escargots, regia di Jean Kerchbron - miniserie TV (1979)
- Lune de Miel, regia di François Breniaux - cortometraggio (2006)

## Trasmissioni televisive
- 1975: Radioscopie di Jacques Chancel .
- 1976/02/26: Le Grand Échiquier con Jacques Chancel.
- 1977/03/25: Apostrophes, "Dis, grand-père…". Presentazione del suo libro La Vie quotidienne des paysans bourguignons au temps de Lamartine.
- 1978/05/19: Apostrophes, "Itinéraires d'hommes". Presentazione di La Billebaude .
- 19/10/1979: Apostrophes, "la sensibilité gastronomique". Promozione della Cuisine Bourguignonne.
- 05/09/1980: Apostrophes, "les transportes". Promozione del suo libro Mémoires d'un enfant du rail.
- 1982/04/06: Apostrophes, "en route compagnons". Presentazione di Étoiles de Compostelle.
- 1984/11/30: Apostrophes, "recherche et filatures". Presentazione del suo libro L'Œuvre de chair.
- Nel 2012, un reportage prodotto dal canale France 3 Bourgogne-Franche-Comté, Henri Vincenot, l'uomo che voleva essere felice, con la partecipazione dei figli di Henri Vincenot.

## Riconoscimenti
Borsa Goncourt
- 1975 - per La Vie quotidienne dans le chemins de fer au XIX siècle

Premio Revue Indépendante
- 1975 - per La Vie quotidienne dans le chemins de fer au XIX siècle

Prix Sully-Olivier-de-Serres
- 1979 - Premio Renaissance des lettres per Le Pape des escargots[3]

## Omaggi
- Il college e liceo polivalente di Louhans (Saône-et-Loire) porta il suo nome.